# Памятник К. А. Савицкому
Памятник русскому живописцу К. А. Савицкому в Пензе установлен на территории Губернаторского дома на Советской улице в Ленинском районе города.

## История
Памятник Савицкому имеет долгую и непростую историю. Она начинается ещё в 1980-х гг., когда к работе над памятником приступила московский скульптор Елена Преображенская. Вначале она планировала сделать только бюст художника, но в дальнейшем размеры памятника были увеличены. После изготовления эскиза памятник был сделан сначала из глины, затем из гипса, а потом отлит в Подмосковье и доставлен в Пензу. Он был приобретён министерством культуры РСФСР и передан Пензенской картинной галерее. Однако сразу установить памятник не удалось: он не смотрелся перед главным зданием галереи, в соседнем скверике его не было видно, а рубить ради памятника деревья не хотели. К тому же существовали проблемы и финансового плана. В итоге памятник почти два десятилетия провёл в запасниках музея.
Интерес к памятнику вновь возник в начале 2010-х годов. Вначале его хотели установить перед входом в Пензенскую картинную галерею, однако впоследствии было решено поставить его во дворе второго корпуса галереи — Губернаторского дома, который Савицкий посещал в 1870-х годах, и здание которого как раз было капитально отреставрировано в 2007—2010 годах.
Памятник был установлен 31 октября 2011 года, а его открытие состоялось в середине ноября того же года. Однако до этого события автор памятника Елена Преображенская не дожила (она скончалась в 2008 году).
Памятник представляет собой поясное изображение К. А. Савицкого, держащего в руках палитру и кисть. Памятник отлит из бронзы и установлен на постамент, выполненный из искусственного гранита. Общая высота памятника составляет 1,76 м. 
Позднее, на постаменте была установлена мемориальная доска с текстом:
АКАДЕМИК ЖИВОПИСИ

САВИЦКИЙ

Константин Аполлонович

1844—1905 гг.